# الشباب في الثورة
الشباب في الثورة (بالإنجليزية: Youth in Revolt)‏ هو فيلم كوميديا ورومانسية صدر في 2010 من إخراج ميغيل ارتيتا وسيناريو من كتابة غستن ناش مستوحى من الرواية التي تحل نفس الاسم من تأليف C. D. باين. الفيلم من بطولة مايكل سيرا بدو فتى مراهق يدعى «نيك توسيب» يحاول أن يصبح مع حبيبه «شيني صاندرز» (بورشيا دووبلدي).
عرض الفيلم لأول مرة في مهرجان دوفيل السينمائي الأمريكي في سبتمبر 2009، ثم صدر في صالات العرض في 8 يناير، 2010. تلقى الفيلم مراجعات إيجابية من النقاد الذين مدحوا أداء مايكل وبورشيا.

## روابط خارجية
- الموقع الرسمي
- الشباب في الثورة على موقع IMDb (الإنجليزية)
- الشباب في الثورة على موقع ميتاكريتيك (الإنجليزية)
- الشباب في الثورة على موقع روتن توميتوز (الإنجليزية)
- الشباب في الثورة على موقع نتفليكس (الإنجليزية)
- الشباب في الثورة على موقع قاعدة بيانات الأفلام العربية
- الشباب في الثورة على موقع ألو سيني (الفرنسية)
- الشباب في الثورة على موقع Turner Classic Movies (الإنجليزية)
- الشباب في الثورة على موقع أول موفي (الإنجليزية)
- الشباب في الثورة على موقع بوكس أوفيس موجو (الإنجليزية)
- الشباب في الثورة على موقع فيلمافينيتي (الإسبانية)